# تیم راین

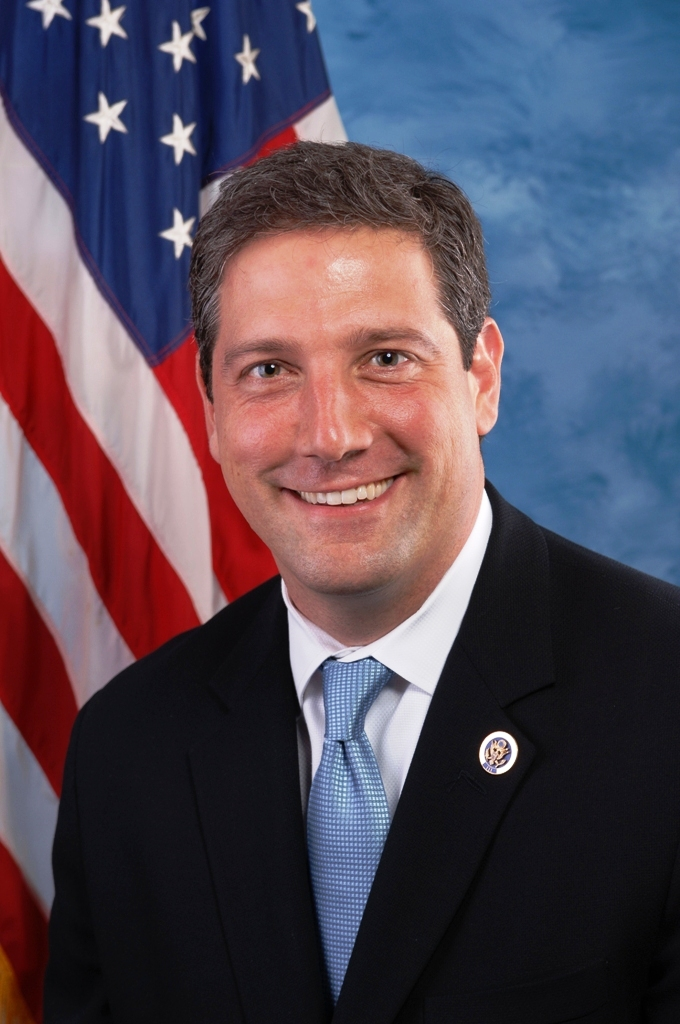

تیم راین (به انگلیسی: Tim Ryan) نمایندهٔ حوزه انتخابیه سیزدهم اوهایو از حزب دموکرات ایالات متحده آمریکا در مجلس نمایندگان ایالات متحده آمریکا است که برای نخستین‌بار در ۲۶ ژانویه ۲۰۰۳ میلادی به‌عضویت این مجلس درآمد.